# Калузька волость (Херсонський повіт)
Калузька волость — історична адміністративно-територіальна одиниця Херсонського повіту Херсонської губернії.
Станом на 1886 рік складалася з 12 поселень, 12 сільської громади. Населення — 6178 осіб (3191 чоловічої статі та 2987 — жіночої), 834 дворових господарства.
|                     | Площа, десятин | У тому числі орної, дес. |
| ------------------- | -------------- | ------------------------ |
| Сільських громад    | 18869          | 10660                    |
| Приватної власності | 17820          | 3675                     |
| Казенної власності  | 1211           | —                        |
| Іншої власності     | 163            | 163                      |
| Загалом             | 38063          | 14498                    |

Найбільші поселення волості:
- Калузьке — село при річці Висунь за 100 верст від повітового міста, 1174 особи, 270 дворів, православна церква, школа, 3 лавки. За 6 верст — цегельний завод.
- Великий Нагартів — колонія євреїв при річках Висунь та Добрій, 1149 осіб, 98 дворів, синагога, 2 єврейських молитовних будинки, школа, лікарня.
- Малий Нагартів — колонія євреїв при річці Висунь, 302 особи, 35 дворів, єврейський молитовний будинок.
- Мурахівка (Новосілка) — село при ставках, 611 осіб, 87 дворів.
- Новопавлівка (Ново-Павлівка) — село при балці Білій, 634 особи, 128 дворів, молитовний будинок, школа, 4 лавка.
- Романівка (Велика Романівка та Мала Романівка) — колонія євреїв при річці Висунь, 1476 особи, 83 двори, 4 єврейських молитовних будинки, школа.